# Gevlekte zeewolf
De gevlekte zeewolf (Anarhichas minor) is een van de vier soorten zeewolven uit het geslacht Anarhichas en de familie zeewolven (Anarhichadidae). In Noord-Amerika heet deze zeewolf de gevlekte zeewolf omdat donkere vlekken op de flanken heeft. Deze zeewolf leeft in koude, noordelijke zeeën.

## Beschrijving
De gevlekte zeewolf is pas na een jaar of zeven volwassen bij een lengte tussen de 50 en 60 cm. De vis groeit langzaam, is gemiddeld 120 cm, maar kan 1,8 m lang worden en bijna 28 kg wegen.
De gevlekte zeewolf komt net als de noordelijke zeewolf voor in de Noord-Atlantische Oceaan van Rusland en Noord-Noorwegen, IJsland, Groenland tot Nova Scotia. De gevlekte zeewolf leeft op een diepte van 100 tot 400 m onder het wateroppervlak.

## Bedreigingen
In het meest noordelijke deel van de Atlantische Oceaan is de populatie drastisch afgenomen gedurende de jaren 1980. Dit kwam niet omdat er door de beroepsvisserij gericht op deze vissoort werd gevist, maar door overbevissing op andere soorten. De populatie is met meer dan 90% afgenomen tussen de late jaren 1970 en de beginjaren 1990. Hoewel de gevlekte zeewolf niet voorkomt op de Rode Lijst van de IUCN, staat de vis wel als bedreigde soort op de lijst van Endangered Wildlife in Canada. Voor deze zeewolf moet door de Canadese overheid een beschermingsplan gemaakt worden.
De soort komt niet voor in de Nederlandse wateren, maar wordt wel genoemd als soorten die onderling onderscheiden kunnen worden door de soortspecifieke vorm van hun gehoorsteentjes.